# Jacopo della Quercia

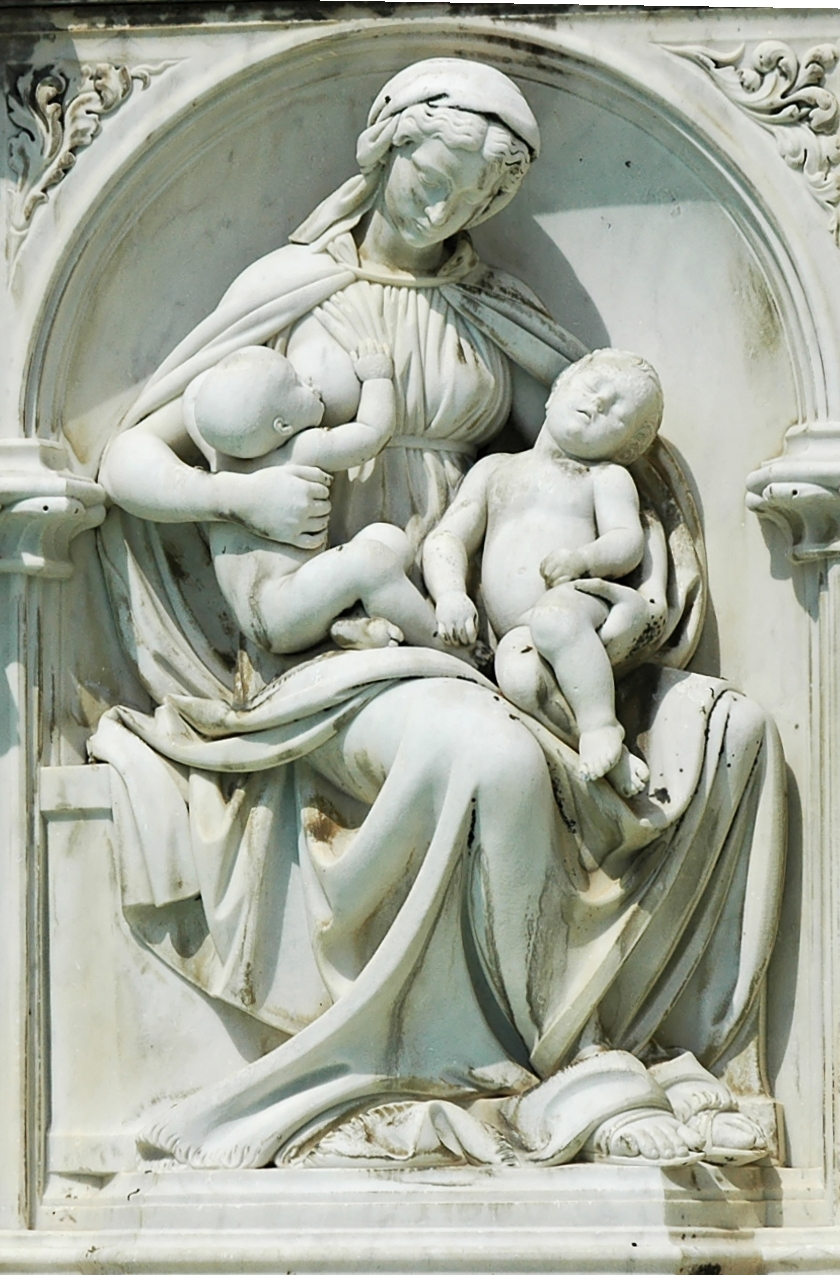
Panel de la Fontana Gaia en Siena, de Jacopo della Quercia.

Jacopo della Quercia o Jacopo Di Pietro d'Agnolo de La Quercia (Quercia Grossa, cerca de Siena, hacia 1374 o 1367 - Siena, 20 de octubre de 1438) fue un escultor italiano del Primer Renacimiento (o Quattrocento). Trabajó sobre todo en Siena, Bolonia y Lucca. 
Su escultura busca una síntesis entre la escultura gótica de Giovanni Pisano y la borgoñona, especialmente la de Claus Sluter por una parte, y con el clasicismo por la otra, asimilada gracias a los hallazgos del Renacimiento florentino: se dedicó especialmente a las figuras, monumentales y de gran vitalidad. Su obra no tuvo continuadores inmediatos y sólo fue captada más adelante por Miguel Ángel.

## Biografía
Nació en las afueras de Siena, su padre, Piero di Filippo de La Quercia, era orfebre y tallaba madera. Hacia 1386 se traslada con su familia a Lucca en donde entra al taller del escultor Antonio Pardini.
Sus primeras obras han sido hechas cuando tenía 19 años, en Siena. En aquellos tiempos Siena estaba en guerra con Florencia. Uno de los comandantes se puso enfermo y luego murió, los ciudadanos decidieron organizar un funeral muy suntuoso para el y el ayuntamiento ordenó llevar enfrente de su ataúd la estatua que representaba al fallecido a caballo en tamaño mayor. Jacopo hizo el monumento encargado usando una técnica hasta entonces desconocida. Primero construyó una carcasa de madera, luego la relleno con paja y estopa y atandó todo con cuerdas, después cubrió todo con arcilla mezclada con piezas de tela, engrudo y cola. Cuando se secó pinto todo con pintura blanca. El monumento era el mejor de todos porque era ligero y parecía hecho de mármol. Después de esta obra Jacopo hizo dos paneles de madera y profetas de mármol en el tamaño no muy grande que han sido colocadas en el Duomo de Siena pero el trabajo no ha sido terminado por el desorden en la ciudad y la expulsión de Orlando Malevolti de la ciudad gracias a quien Jacopo podría trabajar con mucha consideración en su patria. 
Luego Jacopo della Quercia se trasladó a Lucca, donde entre 1406 y 1407 realizó una sepultura en la iglesia de San Martino para la esposa recientemente fallecida de Paolo Guinigi - Ilaria del Carretto, quien fue el señor de la ciudad. En el basamento de la sepultura Jacopo talló unos niños de una manera muy realista y en el sarcófago una imagen de Ilaria con un perro a sus pies que representaba la fidelidad de la dama a su esposo.
Posteriormente se trasladó a Florencia para participar en un concurso que consistía en decorar con una escena en bronce una de las puertas del templo de San Giovanni. Jacopo hizo una escena totalmente terminada la que encantó mucho a todos y con la que él podría ganar el concurso si Jacopo no tuviera a competidores como Donatello y Brunelleschi.
Después del fracaso Jacopo fue a Bolonia donde trabajó 12 años en la Porta Magna de la iglesia de San Petronio. Viendo su trabajo hecho en la portada de dicha iglesia, le solicitaron a regresar a Lucca para hacer una losa de mármol para Federigo, hijo del Maestro Trenta del Veglio. La losa representaba una Virgen con el Niño en brazos, rodeada por San Sebastián, Santa Lucía, San Jerónimo y San Segismundo. 
Luego vino a Florencia donde los custodios de la Ópera de Santa Maria del Fiore le pidieron a hacer un frontispicio de mármol colocado sobre la puerta de dicha iglesia. Jacopo dedicó 4 años al frontispacio y después de terminar, deseando volver a su ciudad natal, en el año 1409 regresó a Siena, donde la Señoría de la ciudad le dio la oportunidad de crear algún monumento suyo y construir una fuente de mármol que fue llevada a la plaza principal por Agnolo y Agostino en el año 1343. En el centro de la Fonte Gaia puso una imagen de la Virgen María - protectora de la ciudad, alrededor de ella colocó las siete Virtudes teologales. Además podemos observar algunas escenas del Antiguo Testamento y adornos con niños, leones y lobo - las armas de la ciudad.
Por sus obras excelentes Jacopo della Quercia recibió por la Señoría de Siena el título de caballero y luego le nombraron custodio del Duomo. Murió cuando tenía 64 años el 20 de octubre de 1438, toda la ciudad vino a su funeral.

## Obras
Sus obras principales: monumento fúnebre de Ilaria del Carretto en la catedral de Lucca, altar y dos monumentos en la basílica de San Frediano, decoración escultórica del portal central de la basílica de San Petronio de Bolonia y esculturas de Fontana Gaia (Siena, Piazza del Campo, 1409-1419).